# Syndesmis echinorum
Syndesmis echinorum är en plattmaskart som beskrevs av François 1886. Syndesmis echinorum ingår i släktet Syndesmis, och familjen Umagillidae. Arten är reproducerande i Sverige.